# Robert Hughes (komponist)
Robert Watson Hughes (født 27. marts 1912 i Inverclyde, Skotland - død 1. august 2007 i Melbourne Australien) var en skotskfødt australsk komponist.
Hughes emigrerede med sin familie fra Skotland til Australien i 1929. Han har skrevet en symfoni, orkesterværker, en opera, balletmusik, sange, tonedigtninger og musik til tv og film.
Han skrev i en melodisk motivisk stil, og havde en unik opfattelse af tonale farver. Han var inspireret af bl.a. Igor Stravinskij, Aleksandr Skrjabin, Bela Bartok, Jean Sibelius og Olivier Messiaen.

## Udvalgte værker
- Symfoni nr. 1 (1951-1971) - for orkester
- Sinfonietta (1957) - for orkester
- "Farrago suite" (1965) - for orkester
- "Xanadu" (1954) - balletsuite
- 2 Fortællinger (1953, 1982) - for orkester
- "Fantasi" (1968) - for orkester
- "Legende" (19?)  - (Symfonisk tonedigtning) - for orkester
- "Macbeth" (1965) - filmmusik